# Виховуючи Аризону
Виховуючи Аризону (англ. Raising Arizona) — американська комедія 1987 року.

## Сюжет
Злочинець Хай постійно потрапляє до в'язниці за те що грабує одну і ту ж крамницю. Едвіна співробітниця поліції. Вони постійно зустрічаються після того, як його в черговий раз заарештовують. Едвіна кожного разу розповідає про свої проблеми. І коли вона розповідає, що її покинув хлопець, Хай пропонує одружитися. Вони одружуються, живуть щасливо і мріють про дітей. Однак Едвіна безплідна, а усиновити дитину не виходить через злочинне минулє Хая. З телерепортажу вони дізнаються про те, що власник мережі магазинів Натан Аризона став батьком п'ятьох немовлят. Вирішивши, що він не помітить пропажу, Хай і Едвіна викрадають однє немовля…

## У ролях
| Актор               | Роль                   |
| ------------------- | ---------------------- |
| Ніколас Кейдж       | Хай Макдоннах          |
| Голлі Гантер        | Едвіна «Ед» Макдоннах  |
| Трей Вілсон         | Натан Аризона          |
| Джон Гудман         | Гейл Сноутс            |
| Вільям Форсайт      | Евел Сноутс            |
| Сем МакМюррей       | Глен                   |
| Френсіс Макдорманд  | Дот                    |
| Рендалл «Текс» Кобб | Леонард Смейллс        |
| Т.Дж. Кун           | Натан Аризона молодший |
| Лінн Китей          | Флоренція Аризона      |
| Пітер Бенедек       | тюремний радник        |
| Воррен Кіт          | молодший агент ФБР     |
| Генрі Кендрік       | старший агент ФБР      |
| Сідні Доусон        | Мойсей, співкамерник   |
| М. Еммет Волш       | Бендер, механічний цех |